# 米尔茨河谷圣马赖恩
米尔茨河谷圣马赖恩（德語：Sankt Marein im Mürztal）是奥地利施泰尔马克州穆尔河畔布鲁克县的一个市镇。总面积8.87平方公里，总人口2378人，人口密度268.1人/平方公里（2001年）。